# Liste von Sprengstoffanschlägen im Jahr 1989
Die Liste von Sprengstoffanschlägen im Jahr 1989 erfasst Anschläge mit Sprengladungen und anderen Spreng- und Brandvorrichtungen gegen Einrichtungen und Ansammlungen von Menschen, die im Jahr 1989 passierten. Zu den Formen zählen unter anderem Auto- und Rucksackbomben. Siehe auch Liste von Anschlägen auf Verkehrsflugzeuge.

## Liste
| Datum         | Ereignis                                                           | Ort                 | Staat                  | Tote | Verletzte | Anmerkung, Quellen |
| ------------- | ------------------------------------------------------------------ | ------------------- | ---------------------- | ---- | --------- | --- |
| 1. Jan. 1989  | Sprengstoffanschlag auf Munitionsdeponie                           | Dili                | Indonesien             | 84   | 27        | [ 1 ] |
| 6. Jan. 1989  | Granatenangriff auf Polizeiparade                                  | Katlehong           | Südafrika              | 1    | 30        | [ 2 ] |
| 8. Jan. 1989  | Sprengstoffanschlag auf Basketball-Spiel                           | Esperanza           | Philippinen            | 26   | 80        | [ 3 ] |
| 11. Jan. 1989 | Sprengstoffanschlag                                                | Herat               | Afghanistan            | 0    | 20        | [ 4 ] |
| 23. Jan. 1989 | Anschlag mit Schusswaffen und Raketen auf Militärkaserne           | Buenos Aires        | Argentinien            | 25   | 0         | [ 5 ] |
| 27. Jan. 1989 | Sprengstoffanschlag auf Militärfahrzeug                            | Santa Ana           | El Salvador            | 0    | 25        | [ 6 ] |
| 2. Feb. 1989  | Sprengstoffanschlag auf Brücke                                     | Bié                 | Angola                 | 23   | 0         | [ 7 ] |
| 5. Feb. 1989  | Anschlag mit Schusswaffen und Sprengstoff auf Kundgebung           | Polonnaruwa         | Sri Lanka              | 0    | 38        | [ 8 ] |
| 10. Feb. 1989 | Sprengstoffanschlag auf Bus                                        | Maharashtra         | Indien                 | 12   | 30        | [ 9 ] |
| 10. Feb. 1989 | Granatenangriff auf Garnison                                       | San Marcos          | Guatemala              | 0    | 25        | [ 10 ] |
| 11. Feb. 1989 | Sprengstoffanschlag auf Universität                                | Köln                | Deutschland            | 0    | 2         | [ 11 ] |
| 11. Feb. 1989 | Sprengstoffanschlag auf Parteitreffen                              | Colombo             | Sri Lanka              | 1    | 25        | [ 12 ] |
| 7. März 1989  | Sprengstoffanschlag auf Gewerbegebiet                              | Beirut              | Libanon                | 2    | 30        | [ 13 ] |
| 14. März 1989 | Sprengstoffanschlag auf Markt                                      | Bongaigaon          | Indien                 | 17   | 50        | [ 14 ] |
| 17. März 1989 | Anschlag mit Autobombe auf Bäckerei                                | Beirut              | Libanon                | 10   | 50        | [ 15 ] |
| 25. März 1989 | Sprengstoffanschlag                                                | Amritsar            | Indien                 | 1    | 21        | [ 16 ] |
| 12. Apr. 1989 | Anschlag mit Autobombe auf Polizeistation                          | Warrenpoint         | Vereinigtes Königreich | 1    | 34        | [ 17 ] |
| 13. Apr. 1989 | Sprengstoffanschlag auf Hotel                                      | Trincomalee         | Sri Lanka              | 0    | 20        | [ 18 ] |
| 13. Apr. 1989 | Anschlag mit Autobombe auf Einkaufszentrum                         | Trincomalee         | Sri Lanka              | 42   | 56        | [ 19 ] |
| 4. Mai 1989   | Sprengstoffanschlag                                                | La Paz              | El Salvador            | 4    | 20        | [ 20 ] |
| 17. Mai 1989  | Sprengstoffanschlag auf Militäreinheit                             | nahe Maputo         | Mosambik               | 48   | 0         | [ 21 ] |
| 17. Mai 1989  | Sprengstoffanschlag auf Bahnlinie                                  | nahe Maputo         | Mosambik               | 48   | 0         | [ 22 ] |
| 12. Juni 1989 | Sprengstoffanschlag auf Bahnhof                                    | Neu-Delhi           | Indien                 | 5    | 44        | [ 23 ] |
| 22. Juni 1989 | Sprengstoffanschlag auf Militär-Kommunikationszentrum              | Chalatenango        | El Salvador            | 13   | 25        | [ 24 ] |
| 24. Juni 1989 | Sprengstoffanschlag auf Markt                                      | San Salvador        | El Salvador            | 3    | 30        | [ 25 ] |
| 26. Juni 1989 | Sprengstoffanschlag auf Passagierzug                               | Shanghai            | China                  | 20   | 11        | [ 26 ] |
| 28. Juni 1989 | Raketenangriff auf Flugzeug                                        | Awdal               | Somalia                | 30   | 0         | [ 27 ] |
| 28. Juni 1989 | Sprengstoffanschlag auf Regierungsgebäude                          | Galle               | Sri Lanka              | 3    | 20        | [ 28 ] |
| 4. Juli 1989  | Sprengstoffanschlag auf Bus                                        | Peschawar           | Pakistan               | 9    | 34        | [ 29 ] |
| 6. Juli 1989  | Selbstmordattentat auf Bus                                         | nahe Tel Aviv-Jaffa | Israel                 | 16   | 27        | [ 30 ] |
| 15. Juli 1989 | Anschlag mit Autobombe auf Restaurant                              | Kabul               | Afghanistan            | 9    | 49        | [ 31 ] |
| 18. Juli 1989 | Sprengstoffanschlag auf religiöse Prozession                       | Kataragama          | Sri Lanka              | 13   | 60        | [ 32 ] |
| 6. Aug. 1989  | Sprengstoffanschlag                                                | Rawalpindi          | Pakistan               | 0    | 30        | [ 33 ] |
| 6. Aug. 1989  | Sprengstoffanschlag auf Markt                                      | Peschawar           | Pakistan               | 4    | 26        | [ 34 ] |
| 9. Aug. 1989  | Sprengstoffanschlag auf Bus                                        | Karnal              | Indien                 | 13   | 45        | [ 35 ] |
| 16. Aug. 1989 | Sprengstoffanschlag auf Passagierfähre                             | Chittagong          | Bangladesch            | 16   | 36        | [ 36 ] |
| 18. Aug. 1989 | Sprengstoffanschlag auf Bus                                        | Himachal Pradesh    | Indien                 | 16   | 20        | [ 37 ] |
| 19. Aug. 1989 | Granatenangriff auf Fest                                           | Davao del Sur       | Philippinen            | 8    | 57        | [ 38 ] |
| 13. Sep. 1989 | Sprengstoffanschlag auf Restaurant                                 | Khyber Pakhtunkhwa  | Pakistan               | 5    | 22        | [ 39 ] |
| 14. Sep. 1989 | Sprengstoffanschlag auf Chemikaliengeschäft                        | Lahore              | Pakistan               | 8    | 27        | [ 40 ] |
| 16. Sep. 1989 | Sprengstoffanschlag auf Bus                                        | Yevlax              | Sowjetunion            | 5    | 27        | [ 41 ] |
| 19. Sep. 1989 | UTA-Flug 772                                                       |                     | Niger                  | 170  | 0         | Sprengstoffanschlag auf Flugzeug |
| 19. Sep. 1989 | Sprengstoffanschlag auf Polizeistation                             | Gampaha             | Sri Lanka              | 2    | 24        | [ 43 ] |
| 20. Sep. 1989 | Granatenangriff auf britischen Klub                                | Bagdad              | Irak                   | 0    | 25        | [ 44 ] |
| 22. Sep. 1989 | Sprengstoffanschlag auf Kaserne                                    | Deal                | Vereinigtes Königreich | 11   | 30        | [ 45 ] |
| 22. Sep. 1989 | Granatenangriff auf Polizeitrainingszentrum                        | Matara              | Sri Lanka              | 0    | 21        | [ 46 ] |
| 31. Okt. 1989 | Sprengstoffanschlag auf Gebäude                                    | San Salvador        | El Salvador            | 10   | 26        | [ 47 ] |
| 2. Nov. 1989  | Sprengstoffanschlag auf Gebäude                                    | Neu-Delhi           | Indien                 | 3    | 20        | [ 48 ] |
| 18. Nov. 1989 | Sprengstoffanschlag auf Markt                                      | Amritsar            | Indien                 | 10   | 40        | [ 49 ] |
| 30. Nov. 1989 | Sprengstoffanschlag auf Kundgebung                                 | Dhaka               | Bangladesch            | 3    | 25        | [ 50 ] |
| 6. Dez. 1989  | Anschlag auf das Gebäude des kolumbianischen Inlandsgeheimdienstes | Bogotá              | Kolumbien              | 50   | 600+      | Eine 500-kg-TNT-Bombe des Medellín-Kartells zerstörte mehrere tausend Gebäude, davon 300 vollständig. Es kam im gesamten Stadtgebiet zu leichteren Erdbeben. |
| 7. Dez. 1989  | Anschlag mit Autobombe auf den Marktplatz                          | Lisburn             | Vereinigtes Königreich | 0    | 21        | [ 51 ] |
| 22. Dez. 1989 | Sprengstoffanschlag auf Kundgebung                                 | Khulna              | Bangladesch            | 0    | 25        | [ 52 ] |